# Гончарова, Ольга Владимировна
Ольга Владимировна Гончарова — российский ученый-биолог, педагог. Разработала и внедрила алгоритм, позволяющий получать моноклональные антитела фармацевтического назначения в промышленных масштабах.

## Семья и образование
Ольга Гончарова родилась в татарском городе Зеленодольске. Выросла в простой советской семье, её отец был инженером на судостроительном заводе, а мать заведующей в городской бане.
После школы она закончила биологический факультет Казанского государственного университета, затем отправилась в Москву, чтобы поступить в аспирантуру АН СССР . По завершении аспирантуры она защитила диссертацию и в 1985 году получила учёную степень кандидата биологических наук.

## Карьера
До середины 90-х годов Ольга Владимировна вела исследовательскую деятельность в Институте инженерной иммунологии в Любучанах . Затем несколько лет преподавала в школе с углублённым изучением биологии в посёлке Мещерское . В годы её преподавания школа победила в федеральном конкурсе «Школа года».
В 2001 году Институт инженерной иммунологии выкупила компания Биокад и Ольга Гончарова продолжила там свою научную деятельность. Вместе со своей командой она работала над проблемой разработки терапевтических моноклональных антител нового поколения. Помимо руководства Департаментом молекулярной генетики и клеточных технологий, Ольга Владимировна продолжала преподавательскую деятельность. В она 2012 стала руководителем Кафедры технологии рекомбинантных белков в Санкт-Петербургской химико-фармацевтической академии.
Последние годы своей жизни занималась разработкой лекарства для терапии онкологических и аутоиммунных заболеваний. В 2015 году ей поставили диагноз — воспаление лёгких. Лечение антибиотиками не помогло и Ольгу отправили в Москву, где у неё диагностировали онкологию, врачи сообщили, что по внутренним органам уже пошли метастазы.15 октября 2015 года Ольги Владимировны не стало.

## Научная деятельность
Вместе с командой своего департамента Ольга Гончарова создала технологию культивирования клеток, позволяющие получать моноклональные антитела фармацевтического назначения в промышленном масштабе. Этот опыт стал первым успешным в России по созданию технологий производства генно-инженерных белков в суспензионных культурах клеток млекопитающих. Научные труды Ольги Владимировны легли в основу создания современных передовых российских препаратов на основе моноклональных антител, которые используются сегодня для лечения аутоиммунных и онкологических заболеваний. Ценность данных препаратов заключается в их точечном воздействии на раковые клетки, данный механизм направлен на то, чтобы сохранить в безопасности здоровые клетки организма пациента, в отличие от действия химиотерапии.
Результатом работы Ольги Гончаровой и её команды стал выход российского препарата на основе моноклональных антител, биоаналога швейцарского лекарства, который в 2014 году официально вышел на рынок после всех клинических испытаний. А в 2020 году был зарегистрирован и выпущен в продажу первый российский оригинальный иммунотерапевтический препарат на основе моноклонального антитела IgG1, ингибитор PD-1 (пролголимаб). Более того, коллектив коллег Ольги Гончаровой был награждён Президентов Российской Федерации Владимиром Путиным самой значимой Государственной премией РФ в области науки и технологий за 2019 год. Премия была присуждена за создание уникальной научно-практической технологической и производственной платформы для разработки и выпуска препаратов для иммунотерапии, куда внесла свой вклад Ольга Владимировна. За всё время своей работы Ольга Гончарова стала автором 7 патентов в России и 15 патентов в зарубежных странах.

## Память
Пролголимаб
Первый отечественный оригинальный препарат на основе моноклональных антител, предназначенный для терапии самого агрессивного вида опухолей — меланомы, был зарегистрирован Министерством здравоохранения России в апреле 2020 года. Команда проекта — коллеги и ученики Ольги Гончаровой, предложили закрепить за препаратом международное непатентованное название — пролголимаб, в котором зашифровали имя Ольги Владимировны, используя первые буквы имени и фамилии.
Именная стипендия Ольги Гончаровой
Студенческая стипендиальная программа имени Ольги Гончаровой была запущена в 2018 году. Её цель — поддержка молодых ученых в области биологии, биотехнологии и биоинженерии.